# Pitoa
Pitoa – miasto w Kamerunie, w Regionie Północnym. Liczy około 11,7 tys. mieszkańców.